# Alfred L. Werker
Alfred Louis Werker est un réalisateur et producteur américain né le 2 décembre 1896 à Deadwood, Dakota du Sud (États-Unis), mort le 28 juillet 1975 dans le comté d'Orange (États-Unis).

## Filmographie

### comme réalisateur

#### Années 1920
- 1928 : Sur les pistes du Sud (Pioneer Scout)
- 1928 : The Sunset Legion
- 1928 : Amour d'indienne (Kit Carson)
- 1929 : Amour de gosses (Blue Skies)
- 1929 : Chasing Through Europe

#### Années 1930
- 1930 : Cœur et Cambriole (Double Cross Roads)
- 1930 : Le Dernier des Duane (The Last of the Duanes)
- 1931 : Le Siffleur tragique (Fair Warning)
- 1931 : Annabelle's Affairs
- 1931 : Heartbreak
- 1932 : The Gay Caballero
- 1932 : Bachelor's Affairs
- 1932 : Rackety Rax
- 1933 : Hello, Sister!
- 1933 : It's Great to Be Alive
- 1933 : Conseils aux cœurs brisés (Advice to the Lovelorn)
- 1934 : La Maison des Rothschild (The House of Rothschild)
- 1934 : You Belong to Me
- 1935 : Stolen Harmony
- 1936 : Love in Exile
- 1937 : On a volé cent mille dollars (We Have Our Moments)
- 1937 : La Petite Roublarde (Wild and Woolly)
- 1937 : Big Town Girl
- 1938 : Sur la pente (City Girl)
- 1938 : Le Proscrit (Kidnapped)
- 1938 : L'Île des angoisses (Gateway)
- 1938 : Up the River
- 1939 : It Could Happen to You
- 1939 : Édition de minuit (News Is Made at Night)
- 1939 : Les Aventures de Sherlock Holmes (The Adventures of Sherlock Holmes)

#### Années 1940
- 1941 : Les Secrets de Walt Disney (The Reluctant Dragon)
- 1941 : Moon Over Her Shoulder
- 1942 : The Mad Martindales
- 1942 : Whispering Ghosts (en) d'Alfred L. Werker
- 1942 : Fantômes déchaînés (A-Haunting We Will Go)
- 1944 : Mon ami le loup (My Pal Wolf)
- 1946 : Shock
- 1947 : Repeat Performance
- 1947 : Les Pirates de Monterey (Pirates of Monterey)
- 1948 : Il marchait dans la nuit (He Walked by Night)
- 1949 : Frontières invisibles (Lost Boundaries)

#### Années 1950
- 1951 : L'Équipage fantôme (Sealed Cargo)
- 1952 : Le Guêpier (Walk East on Beacon!)
- 1953 : La Dernière Chevauchée (The Last Posse)
- 1953 : La Nuit sauvage (Devil's Canyon)
- 1954 : Trois Heures pour tuer (Three Hours to Kill)
- 1955 : Canyon Crossroads (it)
- 1955 : Le Doigt sur la gâchette (At Gunpoint)
- 1956 : Rebel in Town
- 1957 : The Young Don't Cry

### comme producteur
- 1955 : Canyon Crossroads (it)